# Hrvatski radiša
Hrvatski radiša ime je za društvo koje je započelo s djelovanjem u Zagrebu 1903. godine s ciljem namještanja naučnika u trgovine i obrte. Godine 1913. ovo društvo dobiva ime Hrvatski privrednik, a da bi 1917. godine bilo preimenovano u Hrvatski radiša.

## Povijest
Zaklada Hrvatski radiša utemeljena je 1903. pod imenom Društvo za namještanje naučnika u obrt i trgovinu u Zagrebu. Cilj društva bio je omogućiti školovanje i poboljšanje položaja mladim hrvatskim obrtnicima i trgovcima, te imati što veći udio u gospodarstvu Hrvatske kojim vladaju stranci.
"Za hrvatsku djecu ostajala su samo najslabije plaćena zanimanja. Naravno, uzrok je tome uglavnom bio u nedostatku njihovog školovanja u praktičnim zanimanjima i nemogućnosti da budu konkurentni onima s višim kvalifikacijama koji znaju strane jezike i imaju iza sebe obiteljski ili bankovni kapital. San o odlasku u svijet, daleko od tužne zbilje u vlastitoj zemlji sve je češći."
Za vrijeme vladavine Hrvatsko-srpske koalicije Društvo nema podršku vladajuće elite, jer je prevladavalo mišljenje da je društvo isključivo katoličko i hrvatsko s obzirom na činjenicu da su u prvoj fazi njegova ustrojavanja svećenici imali vodeću ulogu. Utemeljitelji Društva bili su 11 zagrebačkih obrtnika a za predsjednika osnivačkog Odbora izabrali su Matu Ilijaševića, tadašnjeg župnika crkve sv. Petra u Zagrebu.
Društvo je poslovalo s većim ili manjim uspjehom, promijenivši ime 1913. u Hrvatski privrednik, a 1918. u Hrvatski radiša. 1920-ih se održavalo nogometno natjecanje Kup Hrvatskog radiše. Materijalna moć Hrvatskog radiše ojačala je tek oko 1930. zahvaljujući pomoći američkih Hrvata. Društvo je osobito pomagao Pasko Baburica, koji je kao industrijalac u Čileu pomogao osnivanju Zadruge za štednju, kredit i osiguranje, te izgradnju prvog zakladnog doma "Hrvatskog radiše" 1926. godine u budućoj Radišinoj ulici.
Tek sredinom 30-ih godina Hrvatski radiša, a s njim i hrvatski gospodarstvenici, nakon uspostave gospodarske suradnje s Trećim Reichom, europskom velesilom, dolaze u poziciju utjecaja na gospodarstvo u Hrvatskoj. Nova vlast u svibnju 1945. ukinula je Društvo i uništila bogat arhiv "Hrvatskog radiše".
Bila je po kapitalu najmoćnija, ali i najmasovnija udruga u Banovini Hrvatskoj. Hrvatski Radiša nekada je školovao ratnu siročad, djecu ratnih i radnih invalida i onu siromašnih obitelji.  Za vrijeme Kraljevine Jugoslavije neprestano se ometao rad Hrvatskog radiše, koji je inače izvrsno radio.

### Zabrana rada
Komunistička Jugoslavija kao prvo uništila je i pokrala Hrvatskog radišu, zgradu Hrvatskog radiše, za koju su donacije slali hrvatski emigranti iz Južne Amerike, iz Sjeverne Amerike. Na zgradi su i danas veliki medaljoni koje je Meštrović darovao Radiši, velike brončane plakete najvećim donatorima, to su bile obitelji Baburica, Petrinović, Mihanović. Oni su svi slali veliki novac za Hrvatskog radišu i otud je ta zgrada tamo u Radišinoj ulici, danas je to ulica Kneza Mislava.
Kad su se za Hrvatskog radišu sabirali novci od svih okolo i kad su počeli graditi zgradu Hrvatskog radiše, gradnju je vodio i nagledao potpuno besplatno arhitekt August Pisačić.
Komunistička vlast zabranila je udrugu i nacionalizirala njezine zgrade u Ulici kneza Mislava, Bauerovoj i u Zvonimirovoj ulici (danas Dom HV-a).

## Ponovno pokretanje
Udruga nije djelovala do 1993. godine, kada nastavlja rad, s ciljem vraćanja svoga ugleda.

## Istaknuti članovi
Istaknuti članovi udruge bili su papa Pio XI., Vjekoslav Heinzel, Pavle Radić, Blaženi Alojzije Stepinac i drugi.